# Raúl Lucini
Raúl Felipe Lucini (Corral de Bustos, 1918 - Córdoba, 1989) fue músico de orquesta de tango y jazz, médico y político argentino perteneciente al peronismo, y quincuagésimo (50.º) Gobernador de Córdoba elegido constitucionalmente.

## Los primeros años: músico profesional y médico cirujano
Nació en 1918 en Corral de Bustos (Provincia de Córdoba). Su padre, ferroviario, falleció cuando él tenía ocho meses de vida. De su pueblo natal se trasladó, con su madre y sus cuatro hermanos mayores, a la ciudad de Córdoba cuando tenía 4 años, en busca de una mejor vida. Cursó sus estudios primarios en las escuelas Manuel Lucero, Corazón de María y Olmos. Era el menor de los hijos y la familia no tenía dinero para pagar sus estudios. Así que tuvo que salir a ganarse la vida, desde los once años de edad, tocando el piano en orquestas de tango y jazz.
Pese a tocar casi todas las noches, y tener que ayudar a su madre, pudo cursar estudios en el Colegio Nacional de Monserrat, de donde egresó como bachiller. Ingresó a la Facultad de Medicina, donde siguió costeando sus estudios como pianista de una orquesta típica que actuaba en el más famoso cabaret de Córdoba (Argentina), el “Petit Edén”. Se recibió de médico cirujano y nunca más tocó el piano profesionalmente.
Fue médico rural en Sacanta, donde ejerció hasta 1946, cuando adhirió al Partido Laborista que sostuvo la candidatura presidencial de Juan D. Perón. Allí formó su familia con Elsa Magdalena Bonetto. Se incorporó al peronismo. Ocupó los cargos de comisionado municipal en Sacanta; diputado provincial, entre 1946 y 1948, donde llegó a presidente de la Cámara con casi 30 años de edad desde el 7 de mayo hasta el 17 de julio de 1947. En la elección general del 7 de marzo de 1948 fue elegido Diputado de la Nación Argentina por la mayoría peronista, ocupando ese cargo desde 1948 hasta 1952.

## Gobernador de Córdoba
En 1951 fue proclamado candidato a gobernador, encabezando la fórmula justicialista junto con Federico de Uña, dirigente gremial de la Unión Obrera del Dulce y primer Secretario General del Partido Laborista de Córdoba, como candidato a vicegobernador, para las elecciones generales del 11 de noviembre de ese año, en las que por primera vez vota la mujer. Le ganó las elecciones nada menos que a la fórmula de “los Arturos” —Arturo Illia y Arturo Zanichelli— de la Unión Cívica Radical, quienes fueron elegidos gobernadores posteriormente, convirtiéndose en el gobernador más joven de la historia de Córdoba. La fórmula peronista se impuso en todos los departamentos de la provincia con excepción de Tercero Arriba, Rio Segundo -por 191 votos de diferencia- y San Justo -por 54 votos de diferencia-.
Lucini asumió la primera magistratura provincial el 4 de junio de 1952, en lugar del tradicional 17 de mayo, producto de una disposición transitoria de la Constitución de 1949 que celebraba la Revolución del 43. En su discurso inaugural, citó las palabras de Perón: “para nosotros es el pueblo el que gobierna por intermedio de sus representantes y es para el pueblo exclusivamente que nosotros estamos obligados a trabajar”. Agradeció a la divina providencia la oportunidad de poder desempeñarse como ciudadano, como gobernante y como peronista al servicio de los intereses del pueblo, “de ese pueblo que supo levantar con la decisiva energía de un movimiento eminentemente popular, el 17 de octubre de 1945, las tres banderas que le habían enseñado a amar y defender: la soberanía política, la libertad económica y la justicia social”. Bajo la invocación de la divina providencia, San Martín -el Gran Capitán-, Perón y Evita, se definía como un gobernante surgido de un movimiento revolucionario, eminentemente popular y revolucionario formado por la conjunción de la masa trabajadora de la provincia agrupada en la CGT, por el Movimiento Peronista Femenino y por el Partido Peronista.
Bajo su promesa de gobernar "con los cordobeses y los peronistas" sus decisiones se ajustaron rigurosamente a los lineamientos políticos del orden nacional. En materia de gestión económica, Córdoba continuó en la senda de la industrialización. De acuerdo a los censos industriales, el crecimiento industrial de Córdoba fue un 33 % superior al promedio nacional. El número de establecimientos industriales creció desde los 8154 de 1946 hasta los 14 547 en 1954, con un incremneto de la mano de obra industrial especializada que también creció desde los 52 790 trabajadores de 1946 hasta los 72 090 obreros ocupados en 1953.
En agosto de 1952, nació la Fábrica de Tractores. Por convenio de Industria Aeronáutica y Mecánica del Estado (IAME) con FIAT de Italia celebrado en septiembre de 1954, se instaló una planta de esta empresa en el barrio de Estación Ferreyra, al sudeste de la ciudad de Córdoba, para el asesoramiento y la fabricación conjunta de los tractores "Pampa". En 1954, la fábrica de tractores fue transferida a la órbita del IAME.
En octubre de 1952 se dio inicio a la producción en serie de automóviles, y también comenzó la fabricación, en la Fábrica Militar de Aviones, de las motocicletas "Puma".
Durante el gobierno de Lucini se crearon hoteles y escuelas, se fomentó la ruta que unió las ciudades de Rosario y Cruz Alta, y la construcción y puesta en funcionamiento del Hospital de Maternidad Obrera -actualmente denominado Hospital Materno Provincial Doctor Raúl Lucini- en el populoso Barrio San Vicente de la ciudad de Córdoba.

### Reordenamiento del sistema eléctrico: creación de la EPEC

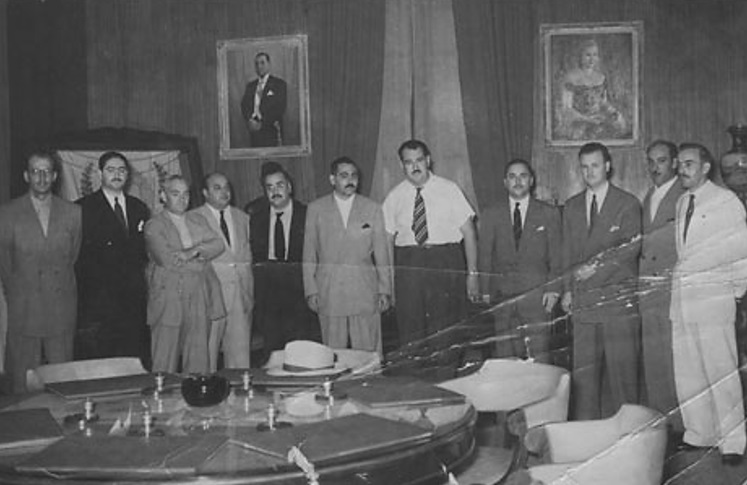
El gobernador Lucini (de camisa blanca, al centro de la imagen) con miembros del sindicato de Luz y Fuerza de Córdoba.

El proceso de recuperación de la soberanía energética y de reordenamiento del sistema eléctrico provincial, que había comenzado en 1946, en el marco de una política nacional que había estatizado los servicios públicos, política cuya máxima expresión fue el Artículo 40.º de la Constitución Nacional de 1949, que establecía que esos servicios debían ser prestados por el Estado.
En Córdoba, ese proceso había comenzado en 1946, cuando el entonces gobernador Argentino Auchter dispuso la nacionalización de las empresas eléctricas extranjeras, que prestaban un mal servicio, no invertían para mejorarlo y planeaban extender en el tiempo el monopolio que detentaban. Se trataba de la Compañía de Luz y Fuerza Motriz de Córdoba y la Compañía General de Electricidad de Córdoba, propiedad del holding americano The Electric Bond and Share Company, controlado por la trasnacional General Electric.
Los decretos de Auchter dispusieron la caducidad de las concesiones, la incautación de todos los bienes de las empresas y la creación de la Comisión Administradora del Servicio Público de Electricidad, que en 1949 se convirtió en el Servicio Provincial de Energía de Córdoba (SPEC). Esta, prestaba el servicio eléctrico en la ciudad de Córdoba y zonas adyacentes, Villa María y zonas adyacentes; y la Dirección General de Energía Eléctrica, tenía a su cargo el servicio en las localidades cuyas centrales eléctricas habían sido instaladas, expropiadas o intervenidas por la provincia (además controlaba los servicios que seguían a cargo de particulares, cooperativas o sociedades comerciales).
En 1952, Córdoba estaba en pleno proceso de desarrollo industrial, a partir del núcleo tecnológico y de formación de recursos humanos que fue primero la Fábrica Militar de Aviones y luego Industrias Aeronáuticas y Mecánicas del Estado (IAME). Se requería más energía y se decidió entonces crear una empresa provincial estatal, que unificase la prestación del servicio y contase con la autonomía suficiente para acelerar la expansión de la infraestructura eléctrica.

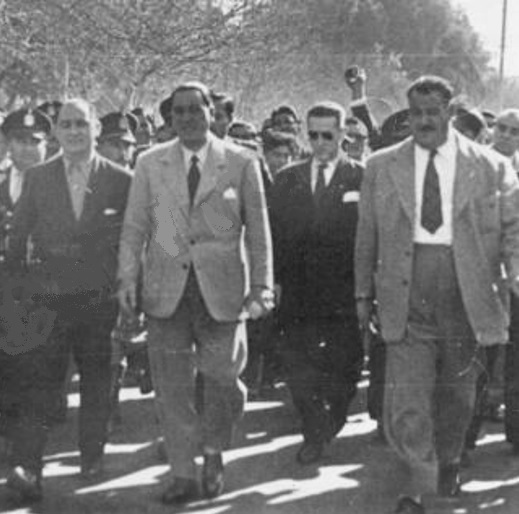
Lucini (a la derecha) con Perón en 1953.

 El 1 de abril de 1953, finalmente, comenzó a funcionar la Empresa Provincial de Energía de Córdoba (EPEC) emitiendo  ese día su primera resolución el Directorio de la empresa, que había sido creada por la Ley Provincial Nº 4358 el 31 de diciembre de 1952.

### La protección obrera
La política de seguridad social de Córdoba quedó a cargo de la Oficina de Protección Obrera, creada en 1954. Este organismo, amparaba a todos los habitantes de la provincia que, con una residencia mínima de tres años en el territorio de la Provincia y de diez en la Nación Argentina, tuviera una renta o ingreso inferior al haber de pensión estatal y no contara con parientes obligados a prestarle alimentos.
Asimismo, la ordenanza 4170 de 1952, dictada por la Cámara de Diputados de la Provincia de Córdoba fungiendo como Concejo deliberativo de la ciudad de Córdoba, reglamentó el otorgamiento de pases libres de ómnibus y tranvías para los empleados de la administración pública nacional, provincial y municipal. Podían viajar sin abonar el pasaje en las unidades del transporte automotor y tranviario solamente un
policía, o un bombero uniformado y un empleado municipal uniformado.

### Golpe de Estado de 1955
Lucini gobernó en medio de turbulencias y el marasmo político producido por el enfrentamiento entre peronistas y antiperonistas. Tras la convocatoria a elecciones municipales del 25 de abril de 1954, el Partido Peronista se impone en Río Cuarto -el candidato a Intendente era Amadeo Belisario Dapena- y en San Francisco -el candidato a Intendente era Miguel Visconti. Ese año fue el año más complejo en términos de desgaste político a partir del enfrentamiento político entre la Iglesia católica y el Gobierno de la Nación que, alejado de sus posiciones cristianas tradicionales, ahora propiciaba el divorcio vincular, la eliminación de exenciones impositivas al clero y la derogación de feriados sacros.Construyó balnearios, casas de baños públicos, talleres sociales, bibliotecas populares y plazas de ejercicios físicos en barrio Alta Córdoba y Villa General Belgrano.
En su breve gobernación inició el primer plan masivo de viviendas para obreros de la provincia. Amplió los diques sobre el Río de los Sauces, en San Javier y sobre el Río Cruz del Eje.
Ejecutó y reparó numerosos caminos carreteros, puentes, vados, alcantarillas y pozos y molinos para provisión de agua.
Estimuló la finalización de hospitales como el de Marcos Juárez  y Villa Constitución.
Continuó los trabajos iniciados para dotar de cloacas a la ciudad de Río Cuarto y realizando obras de riego y desagüe pluvial.
Desde el Arzobispado de Córdoba, el Monseñor Fermín Emilio Lafitte contribuyó a la formación del Partido Demócrata Cristiano (Argentina) y otras organizaciones confesionales que promovieron innumerables actos y movilizaciones en contra de las políticas del gobierno peronista. 
El 12 de noviembre de 1954, a pedido del gobernador, el Congreso de la Nación Argentina declaró la intervención del Poder Judicial de Córdoba, la Universidad Nacional de Córdoba y la Dirección de Enseñanza Primaria. A partir de allí, el gobierno fue perdiendo consenso y se sucedieron las renuncias del Ministro de Obras Públicas Dante Cassone, el intendente de Córdoba Martín Federico y del Jefe de Policía Angel Scaglia.
Pese a los tardíos intentos de conciliación, las autoridades peronistas fueron depuestas por el golpe de Estado del 16 de septiembre de 1955 y reemplazadas por un gobernador militar. Desde entonces, Raúl Lucini sufrió la proscripción política hasta la sanción de las leyes de amnistía de 1959.

### Últimas actuaciones públicas
En 1974 el interventor federal en la provincia de Córdoba, Raúl Lacabanne, nombró a Lucini ministro de bienestar social. Luego fue brevemente presidente del Banco de Córdoba. A finales de 1975, la presidenta Martínez de Perón lo designó secretario de salud pública de la Nación, bajo la órbita del Ministerio de Bienestar Social. Lucini estuvo a cargo de dicha secretaría hasta el golpe de Estado de marzo de 1976.
Falleció en Córdoba el 8 de octubre de 1989.

## Historia electoral
Resultados electorales
- 11/11/1951 Elección para gobernador y vice

| Formula            | Partido/Alianza              | Votos   |
| ------------------ | ---------------------------- | ------- |
| Lucini - de Uña    | Partido Peronista            | 395.342 |
| Illia - Zanichelli | Unión Cívica Radical         | 327.627 |
| Mercado - Ide      | Partido Demócrata de Córdoba | 37.561  |

## Homenajes y recordatorios
El Hospital Materno Provincial de Córdoba, ubicado en calle Luis Caeiro 1259 de la Ciudad de Córdoba lleva su nombre.